# Седельниковское сельское поселение
Седельниковское се́льское поселе́ние — муниципальное образование в Седельниковском районе Омской области Российской Федерации.
Административный центр — село Седельниково.

## История
Статус и границы сельского поселения установлены Законом Омской области от 30 июля 2004 года № 548-ОЗ «О границах и статусе муниципальных образований Омской области».

## Население
| 2010  | 2011  | 2012  | 2013  | 2014  | 2015  | 2016  |
| ----- | ----- | ----- | ----- | ----- | ----- | ----- |
| 5590  | ↘5585 | ↗5618 | ↗5734 | ↗5779 | ↗5788 | →5788 |
| 2017  | 2018  | 2019  | 2020  | 2021  | 2023  |       |
| ↗5823 | ↘5802 | ↘5753 | ↘5743 | ↘5187 | ↘5139 |       |

## Состав сельского поселения
| № | Населённый пункт | Тип населённого пункта       | Население |
| - | ---------------- | ---------------------------- | --------- |
| 1 | Денисовка        | деревня                      | ↘70       |
| 2 | Седельниково     | село, административный центр | ↘5033     |
| 3 | Юрто-Уйск        | деревня                      | ↘289      |